# Vidyut Jammwal
Vidyut Jammwal (nascido em 10 de dezembro de 1980) é um ator indiano, artista marcial e dublê, que trabalha predominantemente em filmes de Bollywood. Mais conhecido por seus papéis em filmes de ação como a série Commando, ele é um artista marcial treinado,  tendo aprendido a arte marcial indiana de Kalaripayattu desde os três anos de idade.

## Biografia
Há uma controvérsia em relação ao local onde Vidyut Jammwal nasceu. Umas fontes dizem que ele nasceu em Kanpur, Uttar Pradesh, outras que foi em Jammu, Jammu e Caxemira. Ele é de família Rajpute, possui três irmãos e seu pai era um oficial do exército. Já viveu em várias partes da Índia (devido ao trabalho transferível de seu pai) e treinou Kalaripayattu em um ashram na cidade de Palakkad, Kerala, desde que ele tinha três anos de idade, o local era administrado por sua mãe. Ele viajou para muitos países treinando com artistas marciais, alguns dos quais encontraram sua base em Kalaripayattu. Depois de se formar em artes marciais, Vidyut viajou para mais de 25 países, onde se apresentou em shows ao vivo. Ele participou como competidor no Gladrags no ano 2000 e vive em Mumbai desde então.
Ele foi educado no internato da Escola Pública do Exército em Dagshai, Himachal Pradesh. Ainda jovem, Vidyut se tornou vegetariano. Ele e a atriz Kangana Ranaut foram eleitos como as celebridades vegetarianas mais sexys da PETA Índia de 2013. Essa não foi a única lista da qual o ator fez parte. Vidyut também apareceu em outras listas populares incluindo Most Desirable, Fittest men with Best Bodies e Sexiest Men Alive. Ele disse sempre ter alimentado o sonho de ser um astro de ação da Índia.
Conhecido também pelo físico, Vidyut revelou que seu treino combina o treinamento de artes marciais com vários outros elementos como treinamento cardiovascular, treinamento com espadas e paus, escalada em corda e ioga antigravidade. Uma plataforma norte-americana classificou Vidyut como um dos maiores artistas marciais do mundo em 2018.
Vidyut é um alpinista. Em 2013 ele esteve na Argentina e escalou a Piedra Parada, na região de Chubut no país sul-americano. Após a escalada, Vidyut visitou o Templo Shaolin na China. Sua visita foi para homenagear Bodhidharma, um monge budista indiano que é conhecido por ensinar formas e exercícios de combate indianos para a China, de onde nasceu o kung fu. Jammwal também teria passado uma semana participando do treinamento de artes marciais no templo. Ainda em 2013, teve a iniciativa de ensinar técnicas de autodefesa para moças que faziam faculdade e as que trabalhavam.
Vidyut sempre se mostrou muito crítico em relação ao crescente nepotismo presente na indústria cinematográfica indiana. Em 2020, ele se exaltou nas redes sociais quando o ator Kunal Khemu e ele foram excluídos de um evento virtual para a divulgação dos seus respectivos filmes que estreariam em plataforma de streaming devido a pandemia COVID-19. Ele recebeu o apoio de vários famosos, entre eles o da atriz Genelia Deshmukh. Também em 2020, Vidyut se uniu a WWF Índia para promover o movimento que visa preservar a vida da população de tigres selvagens.

## Carreira
Vidyut Jammwal começou a modelar em Delhi em 1996, mas depois de uma carreira desanimadora na área, conseguiu seu papel de estreia em Sakthi, um filme de língua telugu, em 2011.
Também em 2011, após realizar teste, ele fez sua estreia em Bollywood com o filme estrelado por John Abraham, Force, um remake do filme de língua tâmil Kaakha Kaakha. Jammwal desempenhou um papel antagonista no filme e ganhou vários prêmios de melhor estreia, incluindo o Prêmio Filmfare de Melhor Estreia Masculino. Após, conquistou vários papéis antagonistas em diversos outros filmes de ação. Em seguida, ele interpretou um personagem antagonista nos filme em telugu Oosaravelli, que assim como Shakti foi estrelado por NTR. Ainda em 2011, ele fez uma participação especial no filme Staley Ka Dabba.
Em 2012, Jammwal fez sua estreia no cinema Tamil com Billa II, como o antagonista ao lado de Ajith Kumar, o que lhe rendeu elogios da crítica. No mesmo ano, ele interpretou o antagonista em Thuppakki ao lado do ator Vijay, que se tornou um grande sucesso de bilheteria.  Ele também recebeu um prêmio SIIMA de Melhor Ator em Papel Negativo pelo filme.
Em 2013, protagonizou o filme de língua hindi, Commando, onde ele atuou realizando cenas de ações baseadas em lutas reais sem a ajuda de dublês. O filme foi exibido internacionalmente pela primeira vez em julho de 2013 no Fantasia International Film Festival em Montreal, seguido por uma exibição no Fantastic Fest no Texas em setembro de 2013. Ele recebeu feedback positivo da mídia internacional  e diretores de ação, chamando-o de resposta da Índia a Bruce Lee e Tony Jaa. Após o sucesso de Commando, ele interpretou um policial no filme Bullett Raja, contracenando com o ator Saif Ali Khan.
Em 2014, ele desempenhou um papel coadjuvante no filme de língua tâmil Anjaan, ao lado do ator Suriya.
Em 2016, Jammwal protagonizou ao lado da atriz Huma Qureshi o clipe do cantor Rahat Fateh Ali Khan junto a gravadora T-Series. O clipe que foi filmado em Goa e se tornou o quarto vídeo musical mais visto no Paquistão no mesmo ano. Ainda no mesmo ano, estrelou outro clipe musical em companhia da atriz Urvashi Rautela. Ela elogiou Vidyut dizendo: "Vidyut é minha melhor co-estrela até agora". A música foi cantada por Neha Kakkar e o rapper Punjabi Yo Yo Honey Singh.
Em 2017, ele estrelou Commando 2, a sequência de Commando, co-estrelado pela atriz Adah Sharma e outros. O filme se tornou um sucesso de bilheteria. Em seguida, atuou em Baadshaho ao lado de Ajay Devgan, Ileana D'Cruz e outros, no qual interpretou o oficial do exército Major Seher Singh, o filme obteve um desempenho mediano de bilheteria.

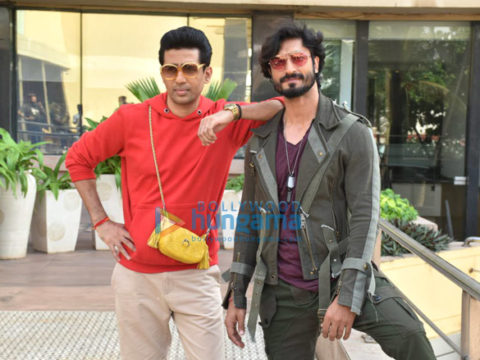
O ator Gulshan Devaiah e Vidyut promovendo o filme Commando 3

Em 2019, Jammwal estrelou o primeiro filme de Bollywood do diretor americano Chuck Russell, Junglee (em português: Jungle - Protegendo a Selva). O diretor revelou ter tido Jammwal em mente quando viu o roteiro do filme. Com uma crítica oscilante, Luiz Leonardo Favaretto do Lepop classificou o longa como "um filme que vale a pena assistir e se divertir, pois a simplicidade da trama é cativante em diversos momentos e mesmo com essa gangorra estrutural da narrativa os pontos positivos garantem diversão a quem assiste". Após, ainda em 2019, voltou a protagonizar a série Commando com o filme Commando 3 novamente ao lado da atriz Adah Sharma. Este último se tornou o filme de maior sucesso da franquia.
Em 2020, seu primeiro filme foi Yaara, de Tigmanshu Dhulia, um remake oficial do filme francês Les Lyonnais. O filme foi gravado em 2015 e só estreou cinco anos depois devido a falta de compradores. Antes do início das filmagens, Jammwal adotou procedimentos intensos de atuação. Ele também passou por diversas mudanças corporais para viver as várias fases do personagem. A estreia ocorreu durante a pandemia COVID-19 diretamente na platoforma digital ZEE5. Também em 2020, estrelou o thriller de ação Khuda Haafiz ao lado da atriz Shivaleeka Oberoi. O filme foi inspirado em eventos reais e foi lançado diretamente em plataforma digital a partir do projeto Disney + Hotstar Multiplex também devido a pandemia COVID-19. O filme lhe rendeu muitos elogios, inclusive do ator Hrithik Roshan que disse ter gostado muito do longa, além de ter revelado que sua mãe, Pinky Roshan, é fã do ator. Esse se tornou sua maior abertura de todos os tempos e a sequência Khuda Haafiz - Chapter II foi anunciada com os mesmos protagonistas.
Seu primeiro lançamento em 2021 foi o longa de Mahesh Manjrekar intitulado The Power e co-estrelado pela atriz Shruti Haasan. O filme foi inspirado no longa de Hollywood chamado "O Poderoso Chefão". O filme foi anunciado em 2018 e suas filmagens foram concluídas em 2019. O lançamento foi feito por meio de plataforma digital devido a pandemia COVID-19. Ainda nesse ano, Jammwal estrelou o filme Sanak do diretor Kanishk Varma. Rukmini Maitra desempenha o papel de sua co-estrela no longa em questão.

## Filmografia
| † | Sinaliza filmes que ainda não foram lançados |

| Ano  | Filme                     | Personagem                   | Idioma | Observação            |
| ---- | ------------------------- | ---------------------------- | ------ | --------------------- |
| 2011 | Sakthi                    | Wasim                        | Telugu |                       |
| 2011 | Force                     | Vishnu                       | Hindi  |                       |
| 2011 | Oosaravelli               | Irfan Bhai                   | Telugu |                       |
| 2011 | Stanley Ka Dabba          | Noivo da Rosy Miss           | Hindi  | Participação Especial |
| 2012 | Billa II                  | Dimitri                      | Tamil  |                       |
| 2012 | Thuppakki                 | Leader of Sleeper Cells      | Tamil  |                       |
| 2013 | Bullett Raja              | ACP Arun Singh "Munna"       | Hindi  |                       |
| 2013 | Commando                  | Captain Karan Singh Dogra    | Hindi  |                       |
| 2014 | Anjaan                    | Chandru                      | Tamil  |                       |
| 2017 | Baadshaho                 | Major Seher Singh            | Hindi  |                       |
| 2017 | Commando 2                | Captain Karan Singh Dogra    | Hindi  |                       |
| 2019 | Junglee                   | Raj                          | Hindi  |                       |
| 2019 | Commando 3                | Captain Karanvir Singh Dogra | Hindi  |                       |
| 2020 | Yaara                     | Phagun Gadoriya/ Paramveer   | Hindi  | Lançado na ZEE5       |
| 2020 | Khuda Haafiz              | Sameer Choudhary             | Hindi  | Lançado na Hotstar    |
| 2021 | The Power                 | Devidas Thakur               | Hindi  | Lançado na ZEE5       |
| 2021 | Sanak                     | Vivaan Ahuja                 | Hindi  | Lançado na Hotstar    |
| 2022 | Khuda Haafiz Chapter II † | Sameer Choudhary             | Hindi  | Filmando              |

## Referência
1. ↑  «Vidyut Jammwal's birthday wishes 'ad' up - Mumbai Mirror». web.archive.org. 6 de agosto de 2016. Consultado em 21 de novembro de 2020
2. ↑  World, Republic. «John Abraham is all about 'grit and determination' in THESE action scenes from his films». Republic World. Consultado em 21 de novembro de 2020
3. ↑  «Commando: I want to be unique, says Vidyut Jamwal - Times Of India». archive.is. 11 de abril de 2013. Consultado em 21 de novembro de 2020
4. ↑  «Vidyut Jammwal». www.facebook.com. Consultado em 22 de novembro de 2020
5. 1 2 3  «Vidyut Jamwal: I was born to do action». gulfnews.com (em inglês). Consultado em 22 de novembro de 2020
6. 1 2 3  «Happy Birthday Vidyut Jammwal: Bollywood's New Age Action Hero!». www.filmibeat.com (em inglês). 10 de dezembro de 2018. Consultado em 22 de novembro de 2020
7. ↑  «The commandos are the real action heroes: Vidyut Jamwal». www.santabanta.com (em inglês). Consultado em 22 de novembro de 2020
8. ↑  «मॉडलिंग में असफल होने के बाद अभिनेता Vidyut Jammwal बन गए एक्शन हीरो, जाने पूरी कहानी». Patrika News (em hindi). Consultado em 22 de novembro de 2020
9. ↑  «List Of Bollywood Celebrities Who Turned Into A Vegetarian Or Vegan». Latest Bollywood & Hollywood Entertainment, News, Celebrity Gossip, Lifestyle, Originals, Regional & COVID Updates | Lehren (em inglês). 16 de outubro de 2020. Consultado em 22 de novembro de 2020
10. ↑  «Vidyut Jamwal, Kangana Ranaut named hottest vegetarians - Indian Express». archive.indianexpress.com. Consultado em 22 de novembro de 2020
11. ↑  «Times Most Desirable Men 2013 | Times Polls». web.archive.org. 3 de fevereiro de 2016. Consultado em 22 de novembro de 2020
12. ↑  «Vidyut Jamwal among top five fittest men - Indian Express». archive.indianexpress.com. Consultado em 22 de novembro de 2020
13. ↑  India, Press Trust of (9 de dezembro de 2012). «Vidyut Jamwal among top five fittest men». Business Standard India. Consultado em 22 de novembro de 2020
14. ↑  Udasi, Harshikaa (13 de abril de 2013). «Packing a punch». The Hindu (em inglês). ISSN 0971-751X. Consultado em 22 de novembro de 2020
15. ↑  «There's a difference between body building and fitness». filmfare.com (em inglês). Consultado em 22 de novembro de 2020
16. ↑  «Whoa! Vidyut Jammwal is one of the top martial artists across the globe». mid-day (em inglês). 30 de julho de 2018. Consultado em 22 de novembro de 2020
17. ↑  «Vidyut Jammwal goes rock climbing at Piedra Parada, Argentina». mid-day (em inglês). 13 de agosto de 2013. Consultado em 22 de novembro de 2020
18. ↑  «After rock climbing, what's next for Vidyut? - Times of India». The Times of India (em inglês). Consultado em 22 de novembro de 2020
19. ↑  «Vidyut Jammwal visits Shaolin temple in China - Indian Express». archive.indianexpress.com. Consultado em 22 de novembro de 2020
20. ↑  «Vidyut Jamwal visits Shaolin temple in China - NDTV Movies». NDTVMovies.com (em inglês). Consultado em 22 de novembro de 2020
21. ↑  Hungama, Bollywood (28 de março de 2013). «Vidyut to teach girls self-defense techniques : Bollywood News - Bollywood Hungama» (em inglês). Consultado em 22 de novembro de 2020
22. ↑  «Vidyut Jamwal turns self-defence instructor». The Indian Express (em inglês). 11 de fevereiro de 2014. Consultado em 22 de novembro de 2020
23. ↑  Madhuri (2 de março de 2017). «Vidyut Jammwal: My Parents Didn't Produce A Film For Me, But They Produced Great Genetics». www.filmibeat.com (em inglês). Consultado em 22 de novembro de 2020
24. ↑  «Vidyut Jammwal calls out Disney+ Hotstar for ignoring his movie: '7 films scheduled for release but only 5 deemed worthy'». Hindustan Times (em inglês). 29 de junho de 2020. Consultado em 22 de novembro de 2020
25. ↑  «After Vidyut Jammwal's tweet on Bollywood, Genelia Deshmukh comes out in support of the actor». mid-day (em inglês). 30 de junho de 2020. Consultado em 22 de novembro de 2020
26. ↑  Hungama, Bollywood (30 de junho de 2020). «Bollywood celebrities react to Kunal Kemmu and Vidyut Jammwal's tweet on unfair treatment by Disney + Hotstar : Bollywood News - Bollywood Hungama» (em inglês). Consultado em 22 de novembro de 2020
27. ↑  «Vidyut Jammwal joins forces with Discovery to promote tiger conservation movement». mid-day (em inglês). 30 de outubro de 2020. Consultado em 22 de novembro de 2020
28. ↑  «This guy will fight John in Force». in.style.yahoo.com (em inglês). Consultado em 22 de novembro de 2020
29. ↑  «Vidyut Jammwal: Outsiders can't afford to do ordinary work in Bollywood - Times of India». The Times of India (em inglês). Consultado em 22 de novembro de 2020
30. ↑  «Huma Qureshi, Vidyut Jammwal to feature in music video». The Indian Express (em inglês). 20 de maio de 2016. Consultado em 22 de novembro de 2020
31. ↑  «YouTube announces most viewed videos of Pakistan in 2016». The Nation (em inglês). 9 de dezembro de 2016. Consultado em 22 de novembro de 2020
32. 1 2  «Vidyut Jamwal is the next-gen action hero: Urvashi Rautela». Hindustan Times (em inglês). 8 de setembro de 2016. Consultado em 22 de novembro de 2020
33. ↑  «Jungle: Protegendo a Selva». Consultado em 22 de novembro de 2020
34. ↑  «Chuck Russell on Junglee: Made film keeping Vidyut Jammwal in mind». mid-day (em inglês). 22 de março de 2019. Consultado em 22 de novembro de 2020
35. ↑  «JUNGLE: PROTEGENDO A SELVA | CRÍTICA». Le|Pop. 21 de novembro de 2020. Consultado em 22 de novembro de 2020
36. 1 2  «This is why Shruti Haasan and Vidyut Jammwal's film Yaara is stuck». filmfare.com (em inglês). Consultado em 22 de novembro de 2020
37. ↑  «Vidyut Jamwal and Shruti Haasan drenched on the sets of 'Yaara'». Deccan Chronicle (em inglês). 14 de junho de 2015. Consultado em 22 de novembro de 2020
38. ↑  «Vidyut Jammwal and Shruti Haasan's Yaara gets direct-to-digital release on Zee5. See motion poster». Hindustan Times (em inglês). 2 de julho de 2020. Consultado em 22 de novembro de 2020
39. ↑  «"Really Enjoyed It": Hrithik Roshan's Shout Out To Vidyut Jammwal's Khuda Haafiz». NDTV.com. Consultado em 22 de novembro de 2020
40. ↑  «विद्युत जामवाल की सबसे बड़ी ओपनिंग मूवी बनी 'खुदा हाफिज' – Legend News» (em inglês). Consultado em 22 de novembro de 2020
41. ↑  «Vidyut Jammwal's Khuda Haafiz all set to have a sequel». mid-day (em inglês). 3 de setembro de 2020. Consultado em 22 de novembro de 2020
42. ↑  Ramnath, Nandini. «'The Power' review: 'The Godfather' inspires Bollywood (yet again)». Scroll.in (em inglês). Consultado em 14 de janeiro de 2021
43. ↑  «The Power (OTT) Predictions: Vidyut Jammwal Promises More Action Than Khuda Hafiz!». Koimoi (em inglês). 13 de janeiro de 2021. Consultado em 14 de janeiro de 2021
44. ↑  «SCOOP: After Khuda Haafiz success, Vidyut Jammwal's The Power opts for OTT premiere in January on Zee 5». BookMyShow (em inglês). Consultado em 14 de janeiro de 2021
45. ↑  «Sanak movie review: The Vidyut Jammwal movie is devoid of any spark». The Indian Express (em inglês). 16 de outubro de 2021. Consultado em 19 de outubro de 2021

## Ligações Externas
- Vidyut Jammwal (em inglês) no IMDb
- Vidyut Jammwal no Facebook
- Vidyut Jammwal no Instagram